# گرمابه حاج ملا تقی
گرمابه حاج ملا تقی مربوط به دوره قاجار است و در قزوین، خیابان مولوی، پایین‌تر از مدرسه صالحیه واقع شده و این اثر در تاریخ ۱۱ مرداد ۱۳۸۴ با شمارهٔ ثبت ۱۲۶۰۰ به‌عنوان یکی از آثار ملی ایران به ثبت رسیده است.